# Ҵ
La Te Tse (Ҵ ҵ; cursivas: Ҵ ҵ) es una letra del alfabeto cirílico. La forma de la letra se originó como una ligadura de las letras cirílicas Te (Т т Т т) y Tse (Ц ц Ц ц).
Se utiliza en el alfabeto abjasio, donde representa la africada eyectiva alveolar /tsʼ/. La letra se ordena entre Ц y Ч.
En inglés, Te Tse es comúnmente romanizada como ⟨c̄⟩.

## Códigos informáticos
| Carácter      | Ҵ                                  | Ҵ                                  | ҵ                                  | ҵ                                  |
| ------------- | ---------------------------------- | ---------------------------------- | ---------------------------------- | ---------------------------------- |
| Unicode       | LIGADURA MAYÚSCULA CIRÍLICA TE TSE | LIGADURA MAYÚSCULA CIRÍLICA TE TSE | LIGADURA MINÚSCULA CIRÍLICA TE TSE | LIGADURA MINÚSCULA CIRÍLICA TE TSE |
| Codificación  | decimal                            | hex                                | decimal                            | hex                                |
| Unicode       | 1204                               | U+04B4                             | 1205                               | U+04B5                             |
| UTF-8         | 210 180                            | D2 B4                              | 210 181                            | D2 B5                              |
| Ref. numérica | &#1204;                            | &#x4B4;                            | &#1205;                            | &#x4B5;                            |